# Charlee Minkin
Charlee Minkin (ur. 13 listopada 1981) – amerykańska judoczka. Olimpijka z Aten 2004, gdzie odpadła w eliminacjach w wadze półlekkiej.
Uczestniczka mistrzostw świata w 2001 i 2003. Startowała w Pucharze Świata w 2001 i 2004. Srebrna medalistka igrzysk panamerykańskich w 2003. Zdobyła cztery medale na mistrzostwach panamerykańskich w latach 2000–2004.

## Letnie Igrzyska Olimpijskie 2004
| Konkurencja | Rundy eliminacyjne         | Klas. końcowa |
| Konkurencja | 1/32                       | Miejsce       |
| ----------- | -------------------------- | ------------- |
| 52 kg       | Raffaella Imbriani (GER) P | I runda       |